# Andrea Hegen
Andrea Hegen (* 1. August 1985 in Donauwörth) ist eine deutsche Speerwerferin im Behindertensport. Seit 2003 startet sie im Behindertensportteam des TSV Bayer 04 Leverkusen. Ihre Trainerin ist Steffi Nerius. 
Bei den Paralympischen Sommerspielen in Peking 2008 gewann sie die Silbermedaille im Speerwurf. Für diese Leistung erhielt sie von Bundespräsident Köhler das Silberne Lorbeerblatt.

## Sportliche Erfolge
- Weltmeisterschaft in Lille (Frankreich) 2002: 4. Platz mit 30,60 m
- Europameisterschaft in Assen (Niederlande) 2003: Silbermedaille mit 31,51 m
- Sommer-Paralympics 2004 in Athen (Startklasse F42-F46): Bronzemedaille mit 36,67 m
- Europameisterschaft in Espoo (Finnland) 2005: Silbermedaille mit 36,63 m
- Weltmeisterschaft in Assen 2006: 4. Platz mit 36,49 m
- IWAS-Weltmeisterschaft (World Wheelchair&Amputee Games) 2007 in Taipeh (Taiwan): Silbermedaille mit 38,50 m
- Internationale Deutsche Meisterschaften 2007 in Singen (Hohentwiel): Weltrekord mit 38,66 m
- Deutsche Meisterin 2008 mit 37,20 m
- Sommer-Paralympics 2008 in Peking (Startklasse F42-F46): Silbermedaille mit 39,23 m